# 청자 표주박모양 주전자
청자 표주박모양 주전자(靑磁 瓢形 注子)는 표주박 모양의 고려청자 주전자이다. 서울특별시 관악구, 호림박물관에 있으며, 2007년 12월 31일 대한민국의 보물 제1540호로 지정되었다.
이 주전자는 12세기의 전형적인 비색 청자 중 하나로, 각각의 구성요소들이 이상적으로 조화된 청자 조형의 표본적인 모델이다. 유약과 태토의 경우에도 약간 반투명하면서 깨끗한 담록색을 담고 있는데, 이러한 담녹색 계통의 청자 가운데서도 가장 빼어난 유태의 상태를 보이고 있다. 고려시대 12세기의 표주박모양 주전자를 대표하는 형태로 역사적·예술적 가치가 매우 높다.
표주박 형태의 병에 참외같은 골 주름 여덟 줄을 깎아내고, 물대는 둥글고 넓은 박 잎을 대롱처럼 말아 붙여 만들고 손잡이는 박 넝쿨을 꼬아 붙인 것 같이 만들었다. 뚜껑 역시 작은 박 잎을 엎어 놓은 형태처럼 만들었으며 밑바닥도 굽을 별도로 깎아내지 않아 마치 표주박의 밑둥을 연상되는 모습으로 만들었다. 청자의 몸통과 물대, 손잡이는 서로 균형을 이루면서 안정감을 보이고 있어 세련미를 더한다.

## 같이 보기
- 고려청자
- 청자 동화연화문 표주박모양 주전자
- 청자 상감모란문 표주박모양 주전자
- 청자 상감운학국화문 표주박모양 주전자 및 승반
- 청자 상감앵무문 표주박모양 주전자
- 청자 퇴화선문 표주박모양 주전자
- 청자 퇴화초화문 표주박모양 주전자 및 승반

## 참고 자료
- 청자 표주박모양 주전자 - 국가유산청 국가유산포털